# Adolfo Celli
Adolfo Celli (Santa Fe, 31 de diciembre de 1896 - 23 de febrero de 1968), apodado El Alemán, fue un futbolista y entrenador de fútbol argentino. Fue uno de los fundadores del Club Atlético Colón. Ídolo indiscutido de Newell's Old Boys. Es el primer newellista en ser Campeón como jugador y luego también como entrenador. Por 35 años llevó adelante un proyecto de captación y formación de jugadores nunca antes visto en el Interior del país. El Salón de Cultura del Club del Parque lleva el nombre "Adolfo Celli".

## Carrera

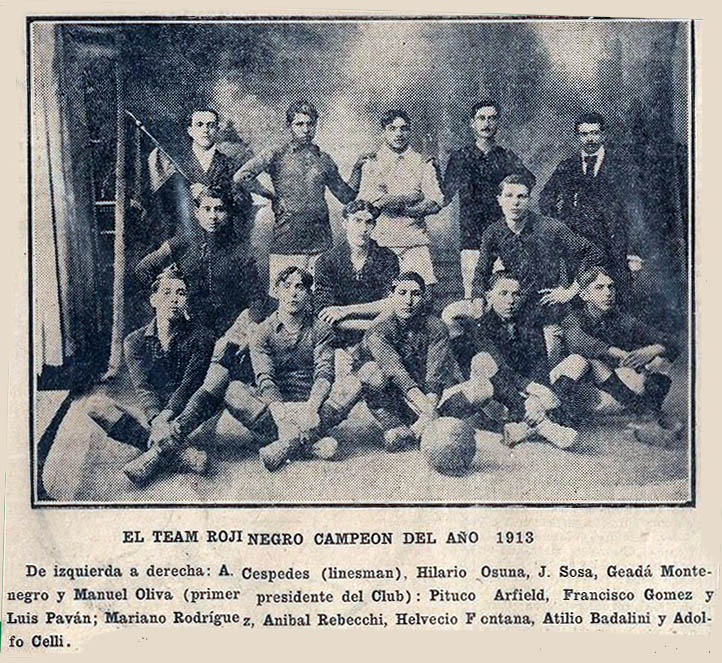
Formación de Colón campeona de la Liga Santafesina de 1913.

Se inició de pequeño en los potreros de la ciudad de Santa Fe y junto a un grupo de niños, y otros no tanto, fundaron en 1905 el Club Atlético Colón. Jugó para el equipo "sangre y luto" desde 1905 hasta 1915, destacándose no solo su juego, sino su personalidad con dotes de mando, de niño solía escaparse para jugar al fútbol a la cancha ubicada frente a la Escuela Normal de Maestros cita en Urquiza y Tucumán conocida como "la cancha de Alemán", dado que el vasto terreno había sido donado por Don Eugenio Alemán a dicho colegio, para efectuar prácticas deportivas, entre ellas el fútbol. Cuando los padres preguntaban dónde estaba, la respuesta era siempre la misma: "en lo de Alemán"; esta situación le hizo ganar el apodo de "el alemán". 
En 1913 Colón solicita el ingreso a la liga Santafesina y esta resuelve que deberá ganarse en la cancha ese derecho, enfrentado  a Unión en cancha de este, Unión por entonces era el mejor equipo de la ciudad. La liga se comprometía a evaluar su ingreso en la segunda de ascenso en función de su desempeño. Este partido se juega en la vieja cancha de Unión, que estaba situada donde actualmente está la UNL. Comenzado el partido Colón se pone rápidamente en ventaja y toma el control del encuentro, y a medida que pasan los minutos la diferencia de goles es cada vez mayor, Colón termina ganando por 6 a 0 con 5 goles de "el gringo" Atilio Badalini. A raíz de la descollante actuación de Colón la liga determina su ingreso directo en primera para disputar el campeonato 1913.
En su primera temporada en primera Colón sale campeón invicto, y le gana a Unión en sus dos enfrentamientos. Por las destacadas actuaciones de el Alemán Adolfo Celli en la liga Santafesina y en partidos amistosos con equipos de otras ciudades cercanas, logra trascender a nivel provincial y nacional consolidándose como un crack del fútbol de la ciudad. En 1916 pasa al Club Gimnasia y Esgrima de Rosario junto a su hermano Ernesto Celli y a "el gringo" Atilio Badalini, y finalmente en 1917 pasa a Newell's Old Boys nuevamente los tres juntos, jugando hasta 1924 donde una lesión grave (fractura de tibia y peroné) en un partido Argentina vs. Uruguay lo obliga a abandonar la actividad. 

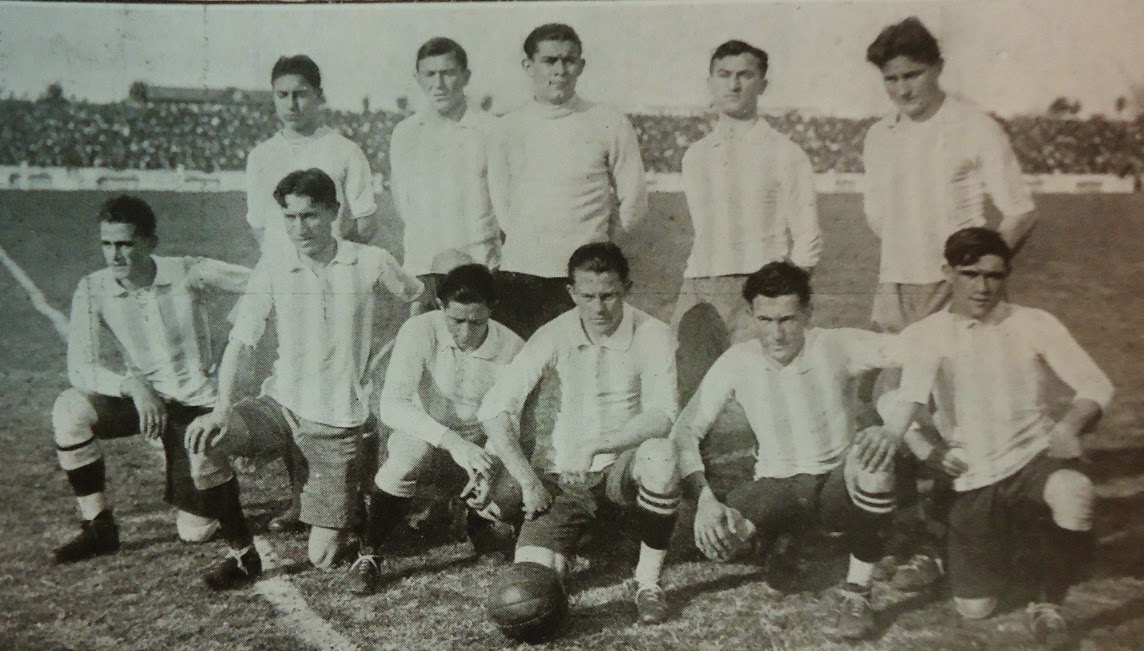
Adolfo Celli y Atilio Badalini en la Selección Argentina 1920

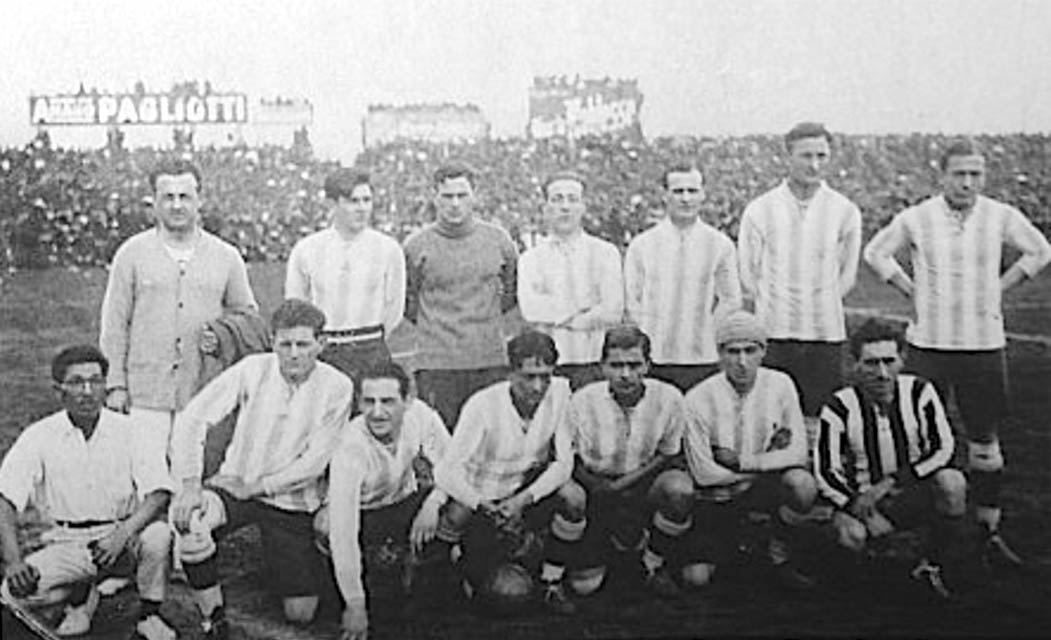
Los hermanos Celli fundadores del Club Colón en la Selección Argentina 1924

En 1918 fue parte del equipo que alcanzó la Copa Nicasio Vila, cortando con la racha que mantenía Rosario Central (su clásico rival), quien había ganado de manera ininterrumpida los cuatro títulos desde 1914 a 1917 inclusive.
Con el club del Parque Independencia jugó 123 partidos, marcó 8 goles y logró ganar 4 títulos. El Alemán ganó la Copa Vila en tres oportunidades: 1918, 1921 y 1922 y la Copa Ibarguren, la cual la obtuvo en enero de 1922. Ese día, su equipo se alzó con la el campeonato argentino de clubes de aquellos años luego de vencer 3 a 0 al Club Atlético Huracán (campeón de la Liga de Buenos Aires) en la final.
Tras su retiro por lesión, dirigió Newell's Old Boys en los años 1933-37 período en el que obtuvo el tricampeonato Rosarino 1933-34-35. También dirigió al conjunto rosarino en los períodos 1940-1943, 1946-1947, 1953, 1958, 1961-1962, y en 1965, en dupla con Ángel Tulio Zof. Como técnico dirigió a Newell's Old Boys en 232 ocasiones.
En 1963 dirigió a Central Córdoba de Rosario.

## Selección nacional
Fue internacional absoluto con la selección de fútbol de Argentina, donde disputó varios partidos internacionales como la Copa América de 1921 y 1922.

## Clubes
| Club                          | País      | Año       |
| ----------------------------- | --------- | --------- |
| Colón                         | Argentina | 1905-1911 |
| Unión                         | Argentina | 1912      |
| Colón                         | Argentina | 1913-1916 |
| Gimnasia y Esgrima de Rosario | Argentina | 1916      |
| Colón                         | Argentina | 1917      |
| Newell's Old Boys             | Argentina | 1917-1924 |

## Palmarés como jugador

### Con Colón

#### Torneos locales oficiales
- Liga Santafesina de Football (2): 1913 y 1914

### Con Newell´s Old Boys

#### Torneos locales oficiales
- Liga Rosarina de Fútbol (3): 1918, 1921 y 1922.[6]

#### Torneos nacionales oficiales
- Copa Dr. Carlos Ibarguren (1): 1921

### Con la Selección Argentina

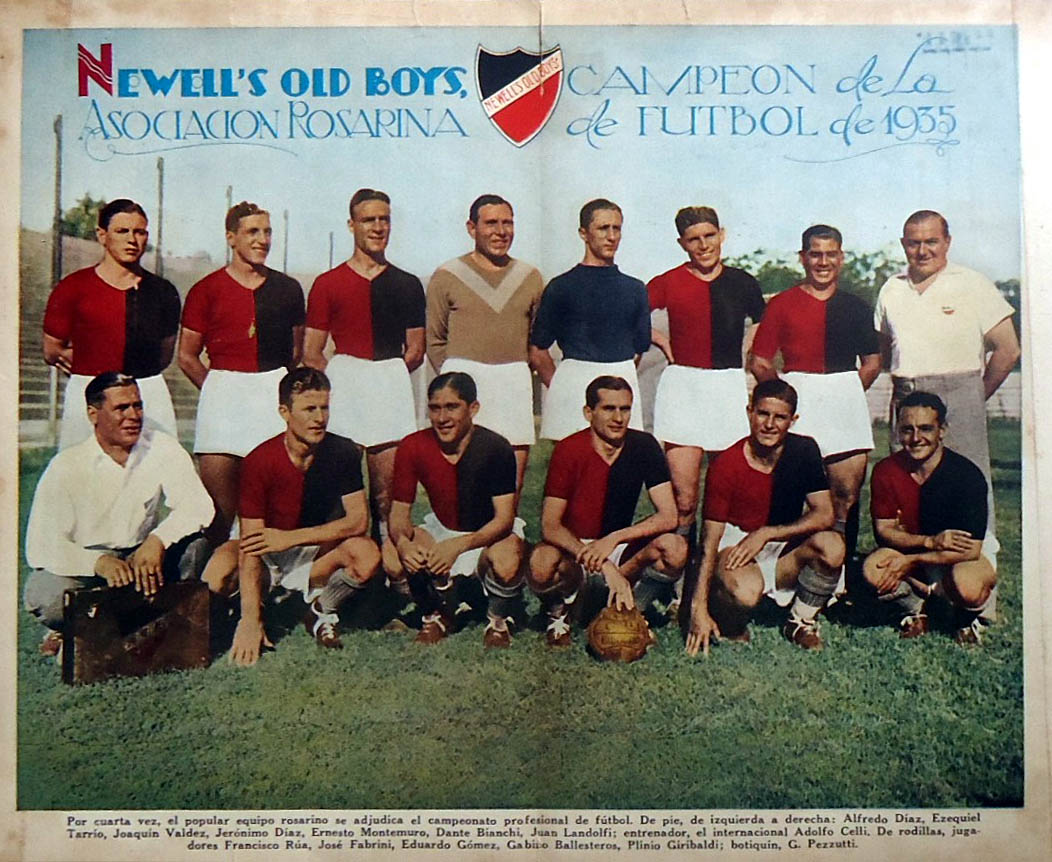
Lámina cuadro Campeón del Club Atlético Newell's Old Boys 1935. Adolfo Celli entrenador.

- Copa América (1): 1921.[10][11]

## Palmarés como entrenador

### Con Newell´s Old Boys

#### Torneos locales oficiales
- Asociación Rosarina de Fútbol (3): 1933, 1934, 1935

#### Torneos internacionales amistosos
- Torneo Internacional Nocturno Copa de Oro Rioplatense (1): 1943